# Królowie Epiru

Plemiona Epiru w starożytności

Królowie Epiru – początkowo królowie związku plemion epirockich Molossów, potem całego Epiru za panowania Aleksandra I, szwagra i zięcia Filipa II, króla Macedonii, który umieścił go na tronie Molossów. Za panowania Pyrrusa, Epir stał się w świecie śródziemnomorskim mocarstwem. Po jego śmierci znaczenie Epiru zmalało. Ok. r. 232 p.n.e. Epiroci zbuntowali się przeciw swej królowej Dejdamii, którą zamordowali w Ambrakii. Po jej śmierci doszło do zmiany ustroju z monarchii na demokrację. Epiroci utworzyli wówczas federację pod zwierzchnictwem Macedonii, występującą oficjalnie pod nazwą Apeirotai („Epiroci”), którą nazywamy Związkiem Epirockim. Charops, epirocki możnowładca, idąc za rzymską likwidacją królestwa Macedonii, starał się przypodobać rzymskiemu wodzowi Emiliuszowi Paulusowi. Skorzystał z okazji, by wyeliminować swych wrogów i umieścić się, jako tyran. Po jego śmierci w r. 157 p.n.e., Epir został zaanektowany przez republikę rzymską.
Poniższe daty panowania królów są podane w przybliżeniu.

## Królowie Molossów i Epiru

### Mityczni królowie
Dynastia Ajakidów
- Neoptolemos Pyrros (Rudy) (przed 1100 p.n.e.) [syn Achillesa, bohatera wojny trojańskiej]
- Molossos [syn]
- Helenos [mąż Andromachy, wdowy po Neoptolemosie]
- Pielos [pasierb; brat Molossosa]
- 10 pokoleń nieznanych królów

### Historyczni królowie
- Admetos (ok. 480–450 p.n.e.) [potomek Pielosa]
- N.N. (ok. 450–430) [syn]
- Tarypas (ok. 430–390; regencja ok. 430–420) [syn]
- Alketas I (ok. 390–370) [syn]
- Neoptolemos I (ok. 370–360) [syn]
- Arybbas (koregent ok. 370–360; król ok. 360–342; wasal Macedonii ok. 350–342; usunięty) [brat]
- Aleksander I (342–330) [syn Neoptolemosa I]
  - Kleopatra z Macedonii (regentka 334-325; abdykowała, zmarła 308) [matka; wdowa po Aleksandrze I; córka Filipa II, króla Macedonii i Olimpias]
- Neoptolemos II (330–313; wasal Macedonii 317–313; usunięty) [syn Aleksandra I i Kleopatry]
  - Olimpias (regentka 325-317; regentka Macedonii 317–316) [babcia; córka Neoptolemosa I]
- Ajakides (koregent 325–317; usunięty) [syn Arybbasa]
  - Lykiskos (macedoński gubernator Epiru 317–313; usunięty)
- Ajakides (2. panowanie 313–312)
- Alketas II (312–307) [brat]
- Pyrrus I (307–302; usunięty) [syn Ajakidesa]
- Neoptolemos II (2. panowanie 302–297; koregent 297–296)
- Pyrrus I (2. panowanie 297–272)
- Aleksander II (272–ok. 255) [syn]
- Pyrrus II (ok. 255–240) [syn]
  - Olimpias II (regentka ok. 255–240, zmarła 234) [córka Pyrrusa I; wdowa po Aleksandrze II]
- Ptolemeusz (ok. 240–234) [brat Pyrrusa II]
- Dejdamia (ok. 234–232) [córka Pyrrusa II]
- Anarchia 235–231
- Federacja Epirotów 231–167
- Charops (tyran Epiru 167–157)
- Podbój Epiru przez Rzym 157